# In ginocchio da te (chanson)
Ne doit pas être confondu avec In ginocchio da te (film, 1964).
In ginocchio da te (traduction littéraire : À genou à tes pieds) est une chanson italienne écrite par Franco Migliacci (paroles) et Bruno Zambrini (musique arrangée par Ennio Morricone) en 1964 et chantée par Gianni Morandi.

## Sujet
La chanson est une demande de pardon que Morandi adresse à sa bien-aimée, prêt à s'agenouiller à ses pieds pour être pardonné.

## Histoire
La chanson marque la consécration du jeune Morandi qui a vingt ans à l’époque. Avec cette chanson il remporte le Cantagiro en juillet 1964 et Canzonissima. La chanson est restée au sommet des hit-parades italiens pendant 17 semaines.
La chanson a inspiré un musicarello In ginocchio da te de Ettore Maria Fizzarotti sorti en 1964, interpreté dans le rôle principal par Gianni Morandi et Laura Efrikian, titre du premier d'une série de films qui ont contribué à lui donner une longévité artistique. 
La chanson fait partie des extraits musicaux inclus dans le film Parasite de Bong Joon-ho.